# Aguas frescas

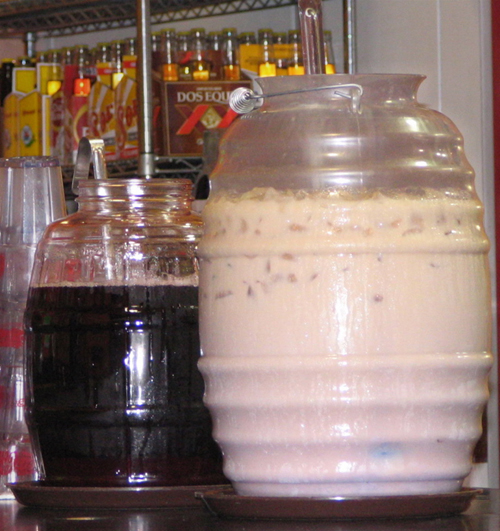
Dos vitroleros grandes de aguas frescas en una taquería mexicana en Seattle, Washington, Estados Unidos. A la izquierda, un vitrolero de agua de jamaica y a la derecha, uno de agua de horchata.

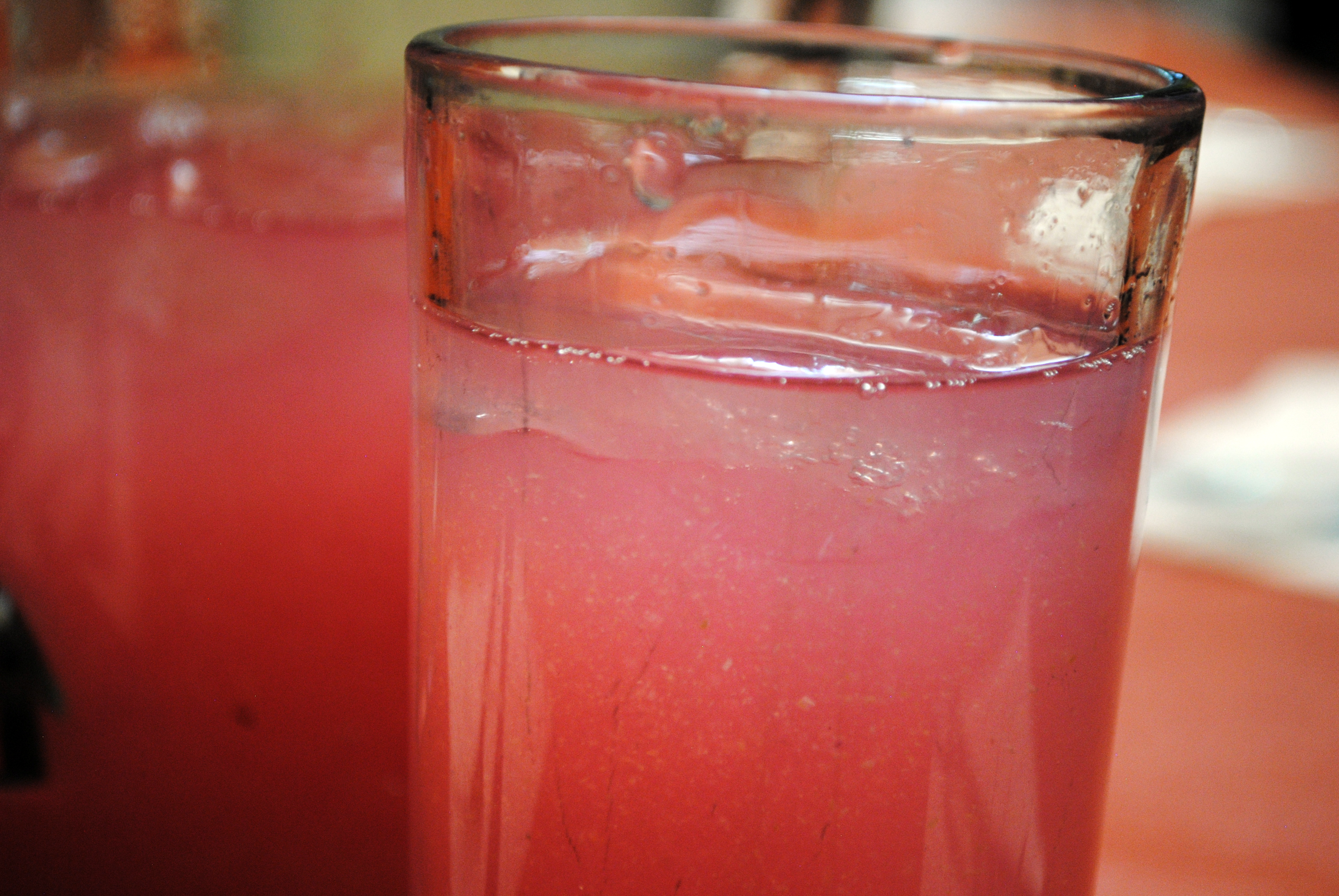
Agua de guayaba.

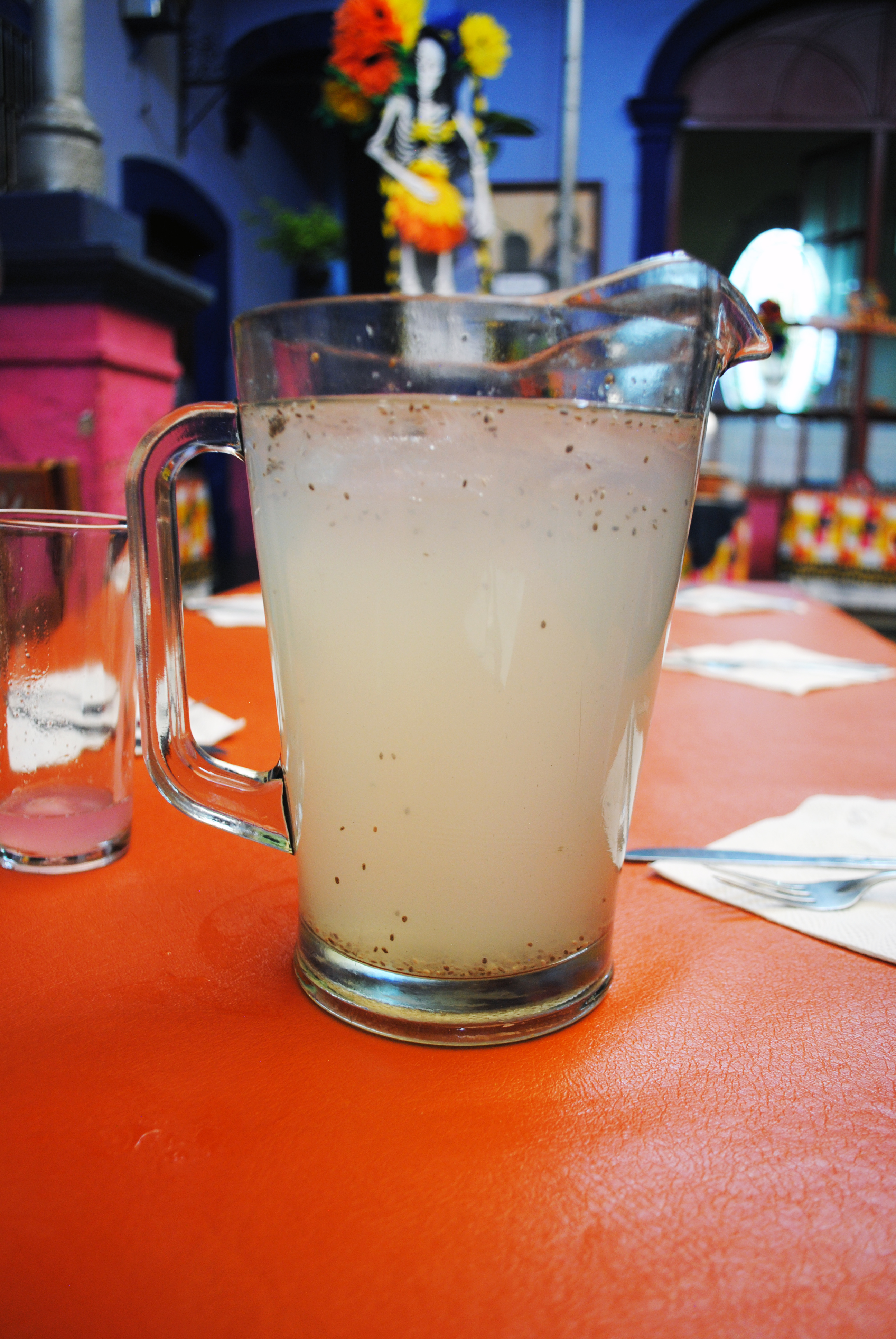
Agua de chía.

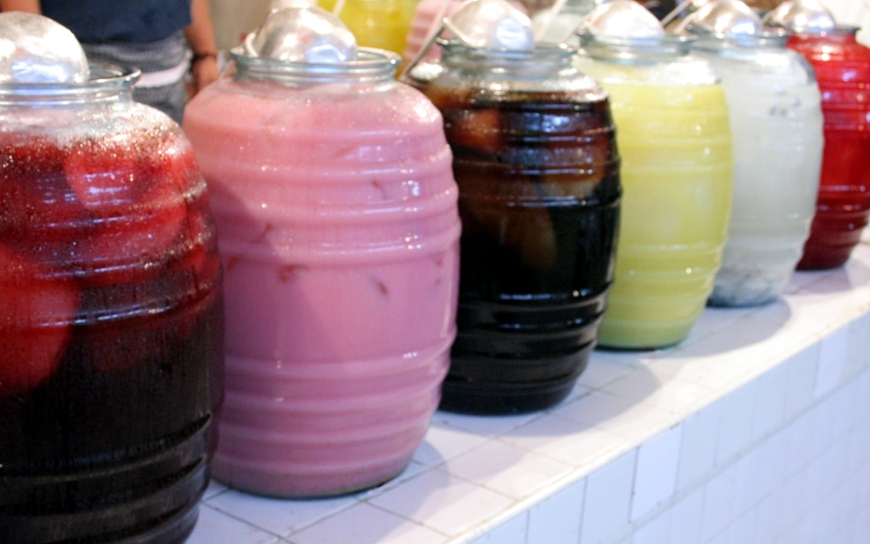
Aguas frescas.

Aguas frescas es el nombre que se da en México y varios países de Centroamérica —como El Salvador, Guatemala y Honduras— a un tipo de bebida no alcohólica a base de agua, frutas, semillas, granos o flores, y azúcar, muy populares en la gastronomía de estas regiones.
Se consumen principalmente durante la comida (en algunos países llamada almuerzo) y se venden en mercados, restaurantes, puestos callejeros y otros lugares públicos. Son bebidas tradicionales que forman parte importante de la cultura culinaria local.

## Tipos
Además de frutas y flores, las aguas frescas pueden elaborarse con hierbas, granos o semillas. Los ingredientes y formas de preparación varían por país o región, y muchas veces se combinan para lograr sabores únicos.

### Frutas dulces
- Agua de melón
- Agua de papaya
- Agua de sandía
- Agua de mango
- Agua de guayaba
- Agua de coco
- Agua de piña
- Agua de plátano

### Frutas ácidas
- Agua de limón
- Agua de chía
- Agua de lima
- Agua de naranja
- Agua de fresa
- Agua de pepino
- Agua de pitahaya
- Agua de guanábana
- Agua de carambola
- Agua de toronja
- Agua de mandarina

### Granos, flores u hojas
- Agua de Jamaica: Una infusión fría de flor de hibisco, con sabor ácido similar al arándano y color rojo intenso; muy común en México, Guatemala y El Salvador.
- Horchata: Varía por país. En México suele hacerse con arroz, canela y vainilla. En Honduras y El Salvador, es común la horchata de morro, a veces combinada con semillas de sésamo, cacao y maní.
- Agua de alfalfa: Se licúan las hojas frescas.
- Agua de cebada: Presente en México y Centroamérica; puede incluir limón o canela.

En Chiapas, Tabasco y Honduras, al pozol se le considera una bebida tradicional similar a las aguas frescas. Se elabora con maíz nixtamalizado molido.

## Preparación
Los ingredientes se licúan o exprimen, retirando cáscaras y semillas, y se mezcla con agua y azúcar al gusto. Algunas recetas requieren pasos previos, como hervir ciertos ingredientes:
- Agua de tamarindo: Se hierve para extraer la pulpa.
- Agua de Jamaica: Se hierve la flor para liberar el sabor.
- Horchata: Se remoja o hierve el arroz antes de licuar.

## Otros usos
En España, el término agua fresca también puede referirse a un tipo de perfume ligero para uso corporal.